# Borough de Spelthorne
Pour les articles homonymes, voir Spelthorne.
Spelthorne est un district non métropolitain et un borough du Surrey, en Angleterre. Avant 1965, ce district était une partie du Middlesex.

## Géographie
Le district de Spelthorne est situé dans le nord du Surrey, immédiatement au nord des boroughs de Runnymede et Elmbridge. Il jouxte le Berkshire (borough de Windsor and Maidenhead), ainsi que les boroughs londoniens de Hillingdon, Hounslow et Richmond upon Thames. Spelthorne est le seul district du Surrey situé au nord de la Tamise.
Le district de Spelthorne comprend les villes et villages suivants :
- Ashford
- Laleham
- Littleton
- Shepperton
- Staines-upon-Thames
- Stanwell
- Stanwell Moor
- Sunbury-on-Thames
- Upper Halliford

Le district comprend cinq réservoirs (dont le Queen Mary Reservoir) qui constituent 15 % de sa superficie. Ils alimentent notamment la ville de Londres en eau potable.

## Jumelages
- Grand Port (Maurice)
- Melun (France)